# KR de la Cabellera de Berenice
KR de la Cabellera de Berenice (KR Comae Berenices) és un estel múltiple de magnitud aparent +7,15. Està situat en la constel·lació de la Cabellera de Berenice, visualment 2,5º a l'est de la brillant Alfa de la Cabellera de Berenice, a 209 anys llum del Sistema Solar.

## Components A i B
El sistema estel·lar KR de la Cabellera de Berenice consta de tres estels, estant dominat per un binari de contacte —subsistema AB— amb un tipus espectral conjunt F8V. Les dues components d'aquest subsistema són molt diferents.
La primària té una temperatura superficial de 5549 ± 244 K i és un 45 % més lluminosa que el Sol. La seva massa és un 42% vegades major que la massa solar i té un radi un 33 % vegades més gran que el del Sol. La component secundària té una temperatura més alta de 6072±270 K però la seva lluminositat equival només al 28% de la Lluminositat solar. Té un radi aproximadament la meitat del radi solar. La seva massa de 0,129 masses solars fa d'aquest binari una de les quals posseeixen una menor relació de masses (q = 0,09).
El període orbital d'aquest subsistema és de 0,408 dies i constitueix un binari eclipsant, i és per tant un estel variable.

## Component C
Un tercer estel —component C— es mou en una òrbita molt excèntrica (ε = 0,934) al voltant del centre de masses comú, emprant 10,98 ± 0,27 anys a completar una volta. El proper periastre tindrà lloc en 2017.
La temperatura estimada d'aquest component és de 5900±200 K, que correspon a un tipus espectral entre F8 i G6. D'altra banda, l'estimació del seu radi a partir de la seva temperatura i lluminositat condueix a un valor de 0,93 - 0,99 radis solars, la qual cosa suggereix un tipus espectral tardà G8-K1. Sembla ser un estel de lenta rotació. La seva lluminositat equival al 56 % de la lluminositat conjunta de AB, per la qual cosa és menys lluminosa del que caldria esperar si estigués en la seqüència principal; per això s'ha suggerit que pugui ser també un estel binari.
El sistema té una metal·licitat una mica superior a la solar ([Fe/H] = +0,06) i la seva edat més probable és de 2200 milions d'anys.